# ドン・キホーテ (バレエ)
『ドン・キホーテ』（露: Дон Кихот, 仏: Don Quichotte, 英: Don Quixote）は、セルバンテスによる同名小説を翻案したバレエ作品である。本作は、振付家マリウス・プティパがレオン・ミンクスの楽曲を用いて創作し、1869年12月26日にモスクワのボリショイ劇場で初演された。1900年には、振付家アレクサンドル・ゴルスキーが、プティパ版の大幅な改訂を行った。現在上演されている『ドン・キホーテ』の演出のほとんどは、ゴルスキーによる改訂版を基としている。
本作は、スペインのバルセロナを舞台に、主人公のカップルが親の反対を乗り越えて結婚に至るまでを描いた喜劇であり、タイトル・ロールであるドン・キホーテは脇役として登場する。クラシック・バレエの高度なテクニックのほか、スペイン舞踊やコミカルな演技が取り入れられた華やかな演目として知られている。

## 上演史

### プティパ以前の作品
18世紀から19世紀前半にかけて、セルバンテスの小説『ドン・キホーテ』を題材としたバレエが複数創作されている。記録上最も古い作品はフランツ・ヒルファーディングによるもの（1740年）であり、その後も、ジャン＝ジョルジュ・ノヴェール（1768年）、シャルル・ディドロ（1808年）、オーギュスト・ブルノンヴィル（1837年）、ポール・タリオーニ（1850年）らの作品がある。また、1801年にパリ・オペラ座で上演された『ガマーシュの結婚』（ルイ・ミロン振付）は、プティパ版と同じ原作小説のエピソードを題材とした作品である。

### プティパ版（モスクワ版とペテルブルク版）
1869年12月26日、モスクワの帝室劇場（現ボリショイ劇場）において、マリウス・プティパ振付、レオン・ミンクス作曲による『ドン・キホーテ』（プロローグ付き4幕8場）が初演された。プティパは当時、サンクトペテルブルクの帝室劇場（現マリインスキー劇場）でバレエ・マスターを務めていたが、ボリショイ劇場から依頼を受けて本作を制作した。ボリショイ劇場は、当時マリインスキー劇場の後塵を拝しており、新作バレエでの成功を狙ってプティパを招聘したのである。バレエ『ドン・キホーテ』は、原作小説の一挿話であるキテリアとバシリオの恋物語を題材とし、プティパが得意としたスペイン舞踊を取り入れた作品であり、大成功を収めた
。
初演から2年後の1871年11月、プティパ自身による改訂版『ドン・キホーテ』（プロローグ・エピローグ付き5幕11場）がサンクトペテルブルクにおいて上演された。初演版が、庶民的なモスクワの観客向けに作られた素朴な喜劇だったのに対し、改訂版は、貴族的で洗練されたペテルブルクの観客の好みを反映し、純粋な舞踊を披露することに重点が置かれた。
その結果、スペイン舞踊を多く取り入れていた初演版に比べ、改訂版はクラシック・バレエの技法に基づく踊りが中心となった。また改訂版では、クラシック・バレエの技法を見せる新たな場面として、ドン・キホーテがドゥルシネア姫に出会う「夢の場面」と、公爵の館を舞台とした「結婚式の場面」が追加された。「夢の場面」では、初演時は別々のダンサーが演じていたキトリとドゥルシネア姫を、1人のダンサーが二役で演じるという演出が導入された。また「結婚式の場面」では、物語と直接関係のないディヴェルティスマン（余興の踊り）が演じられた
。後述する最終幕のグラン・パ・ド・ドゥは、このディヴェルティスマンの一環として、改訂版で初めて追加されたものである。この改訂版の上演も、初演時と同様に好評を博した。

### ゴルスキーによる改訂版

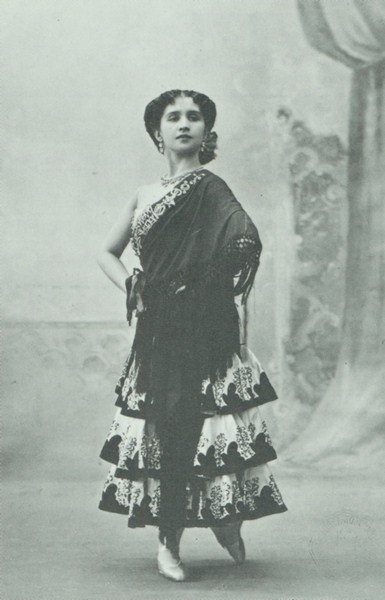
ゴルスキー版に出演したV・トレフィロワ（1902年）

1900年12月、プティパの教え子で、当時ボリショイ・バレエのバレエ・マスターであったアレクサンドル・ゴルスキーが、プティパ版『ドン・キホーテ』を大幅に改訂して上演した。スタニスラフスキー・システムの影響を受けていたゴルスキーは、コール・ド・バレエを含めたすべてのダンサーに、形式的ではなく、現実味のある自然な演技をするよう要求した。その結果、第1幕のバルセロナの広場の場面などが大きく改変され、街の群衆一人一人が役柄に合わせて生き生きとした演技を行うようになった。またゴルスキーは、ミンクスの原曲に他の作曲家による音楽を付け加えたほか、舞台美術も時代考証に基づいたものに変更した。
こうした演出は、プティパが目指した、厳格でシンメトリカルな構造をもつバレエとは相反するものであった。1902年、ゴルスキーは、プティパのお膝元であるサンクトペテルブルクで自身の改訂版を上演したが、リハーサルを見たプティパは、作品が全面的に改変されていることに激怒したという。しかし、プティパの意に反してゴルスキーの改訂版は成功を収め、現在上演されている『ドン・キホーテ』の演出は、ほとんどがこのゴルスキー版を基としている
。

### プティパ／ゴルスキー版に基づく改訂演出
本作は、ゴルスキー以降も様々な振付家によって改訂が重ねられている。1962年にはロンドンで、ランベール・ダンス・カンパニーによる西側初の全幕上演が行われた。さらに、ルドルフ・ヌレエフやミハイル・バリシニコフといったソビエト連邦からの亡命ダンサーが西側諸国で自身の演出を発表したことで、本作は世界的に名を知られるようになった。代表的な演出として、以下のものが挙げられる。
- フョードル・ロプホーフ（英語版）版（1923年、キーロフ・バレエ初演）
- ロスチスラフ・ザハロフ（英語版）版（1940年、ボリショイ・バレエ初演）
- ウィトルド・ボルコフスキー版（1962年、ランベール・ダンス・カンパニー（英語版）初演）
- ルドルフ・ヌレエフ版（1966年、ウィーン国立バレエ団初演）
- ミハイル・バリシニコフ版（1978年、アメリカン・バレエ・シアター初演）
- ケヴィン・マッケンジー（英語版）／スーザン・ジョーンズ版（1995年、アメリカン・バレエ・シアター初演）
- アレクセイ・ファジェーチェフ版（1999年、ボリショイ・バレエ初演）
- カルロス・アコスタ版（2013年、英国ロイヤル・バレエ初演）
- 日本、スラミフィ・メッセレル構成・振付指導、谷桃子振付（1965年、谷桃子バレエ団初演）再演重ねて、後に日本バレエ界にも広まる[13]。

なお、ゴルスキーがミンクスの原曲に新たな楽曲を追加して以降、他の振付家たちも、ミンクスの他作品の楽曲や、他の作曲家による楽曲を用いるようになり、現在では原曲以外の音楽が20曲以上にも上っている。ミンクス以外の作曲家としては、シモン、ドリゴ、ナプラヴニク、ジェロビンスキー、ソロヴィヨフ=セドイなどが挙げられる。

### プティパ／ゴルスキー版以外の作品

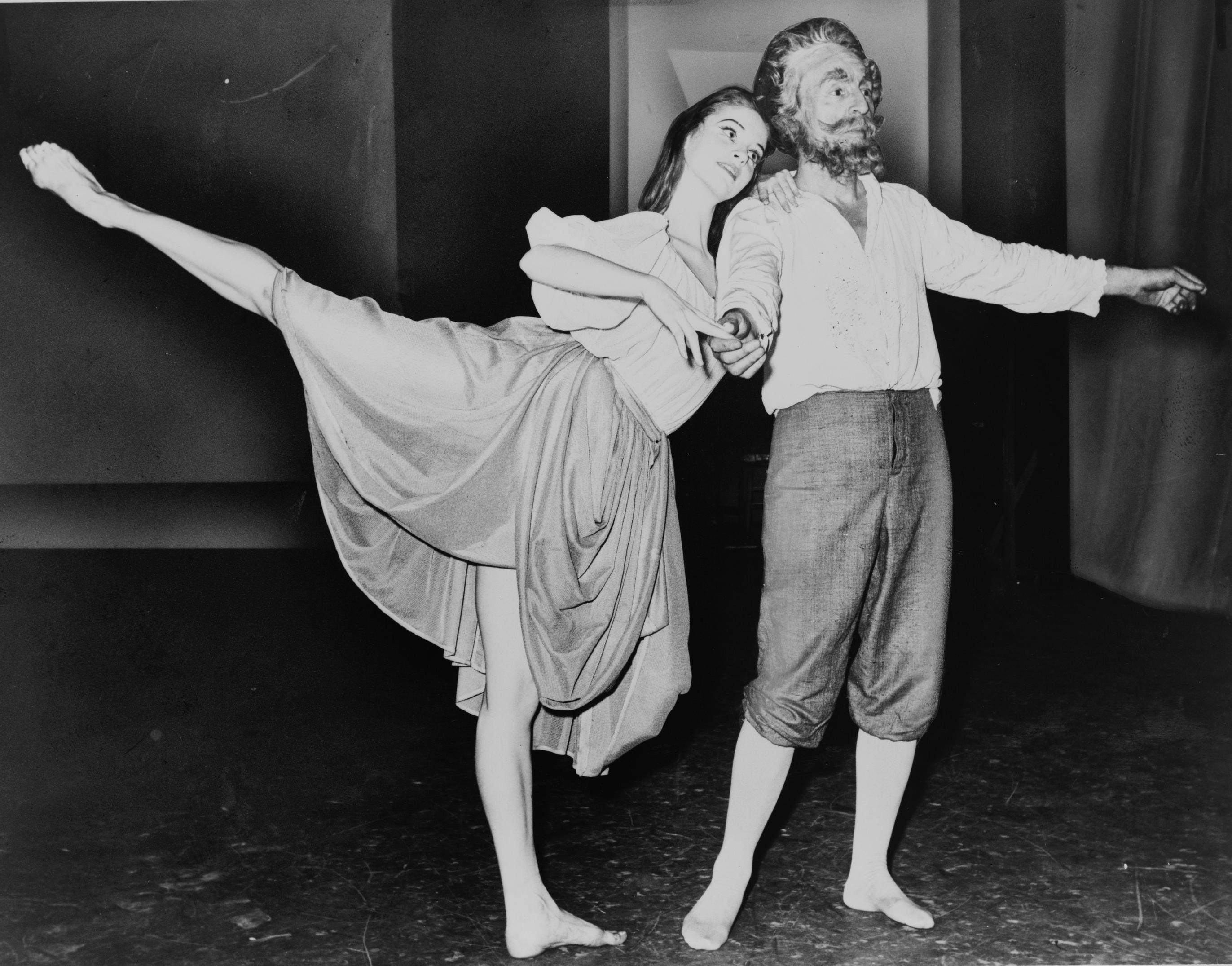
バランシン版を演じるS・ファレルとバランシン（1965年）

小説『ドン・キホーテ』を原作としたバレエは、20世紀において、プティパ／ゴルスキー版以外にも複数作られている。代表的な作品として、ニネット・ド・ヴァロワ版（ジェラール作曲、1950年）、セルジュ・リファール版（イベール作曲、1950年）、ジョージ・バランシン版（ナボコフ作曲、1965年）がある。

## あらすじ

### 原作小説のエピソード
バレエ『ドン・キホーテ』の物語は、原作小説の後篇に登場する、キテリアとバシリオの恋物語を翻案したものである。原作小説の該当部分のあらすじは以下の通りである。
ドン・キホーテとサンチョ・パンサは、旅の途中で豪華な婚礼の宴に参列する。結婚するのは、金持ちの農民カマーチョと、美しい百姓娘キテリアである。キテリアにはバシリオという恋人がいたが、貧しいバシリオとの結婚を父親に反対され、カマーチョと結婚することになっていた。結婚式の最中、突然バシリオが現れ、キテリアの不実をなじって自らを剣で刺す。瀕死のバシリオは、今からでもキテリアと結婚させてほしいと請う。カマーチョはバシリオがすぐ死ぬのであればとその願いを認め、キテリアも同意する。司祭が2人を祝福した途端、バシリオは跳ね起きて身体から剣を抜く。自殺が偽装だったことに気が付いたカマーチョやその一族は憤るが、ドン・キホーテがそれを諫める。こうしてめでたく結ばれたバシリオとキテリアは、ドン・キホーテに感謝し、丁重にもてなしたのだった。

### 主な登場人物
- キトリ - Kitri（宿屋の娘）
- バジル - Basilio（床屋の青年。キトリの恋人）
- ロレンツォ - Lorenzo（宿屋の主人。キトリの父親）
- ガマーシュ - Gamache（キトリに求婚している裕福な貴族）
- ドン・キホーテ - Don Quixote（遍歴の騎士を自称する旅人）
- サンチョ・パンサ（英語版） - Sancho Panza（ドン・キホーテの従者）
- ドゥルシネア姫（英語版） - Dulcinea del Toboso（ドン・キホーテの夢に現れる姫君。キトリ役のダンサーが二役で演じる）

- バジル（V・ヤロシェンコ（英語版））
- サンチョ（左）とドン・キホーテ（右）

### あらすじ
物語の内容は演出によって異なるが、あらすじは概ね次のような内容である。

#### プロローグ
ドン・キホーテの書斎。一人の老郷士が中世の騎士道物語を読みふけっている。物語に熱中するあまり騎士になりきってしまった男は、ドン・キホーテと名乗り、従者サンチョ・パンサを連れて旅に出る。

#### 第1幕

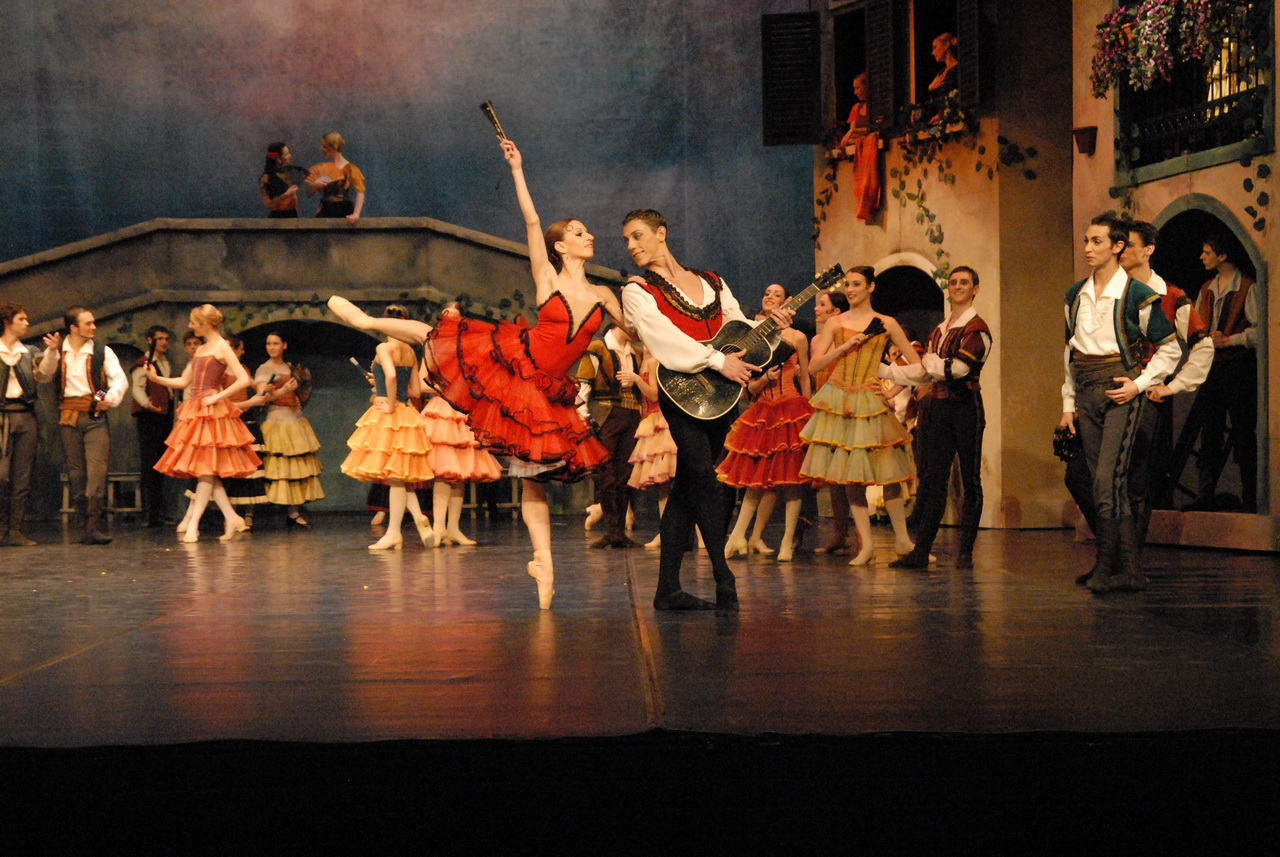
キトリとバジル（中央）

バルセロナの広場。宿屋の娘キトリは、床屋の青年バジルと恋仲である。しかし、キトリの父ロレンツォは2人の交際を認めず、代わりに娘を金持ちの貴族ガマーシュに嫁がせようとしている。
そこへ、ドン・キホーテとサンチョ・パンサが現れる。美しいキトリを見たドン・キホーテは、彼女を自らが憧れる姫君・ドゥルシネアだと思い込む。サンチョが街の人々を巻き込んで騒動を起こす中、キトリはバジルと共に駆け落ちする。ロレンツォとガマーシュ、ドン・キホーテとサンチョも2人を追いかける。

#### 第2幕
キトリとバジルは居酒屋に逃げ込むが、追いかけてきたロレンツォとガマーシュに見つかってしまい、キトリは再び結婚を強要される。そこでバジルは一計を案じ、刃物を胸に突き刺すふりをして狂言自殺を図る。キトリもバジルに調子を合わせ、瀕死のバジルとの結婚を認めるよう父に懇願する。ロレンツォがしぶしぶ了承すると、バジルは元気よく立ち上がる。
森へ向かったドン・キホーテとサンチョは、野営をするジプシーの歓待を受けるが、そこで上演されていた人形芝居を現実と混同し、舞台に乱入してしまう。さらに、近くの風車を巨人と思い込んで突撃するが、羽根に引っかかって叩き落とされる。

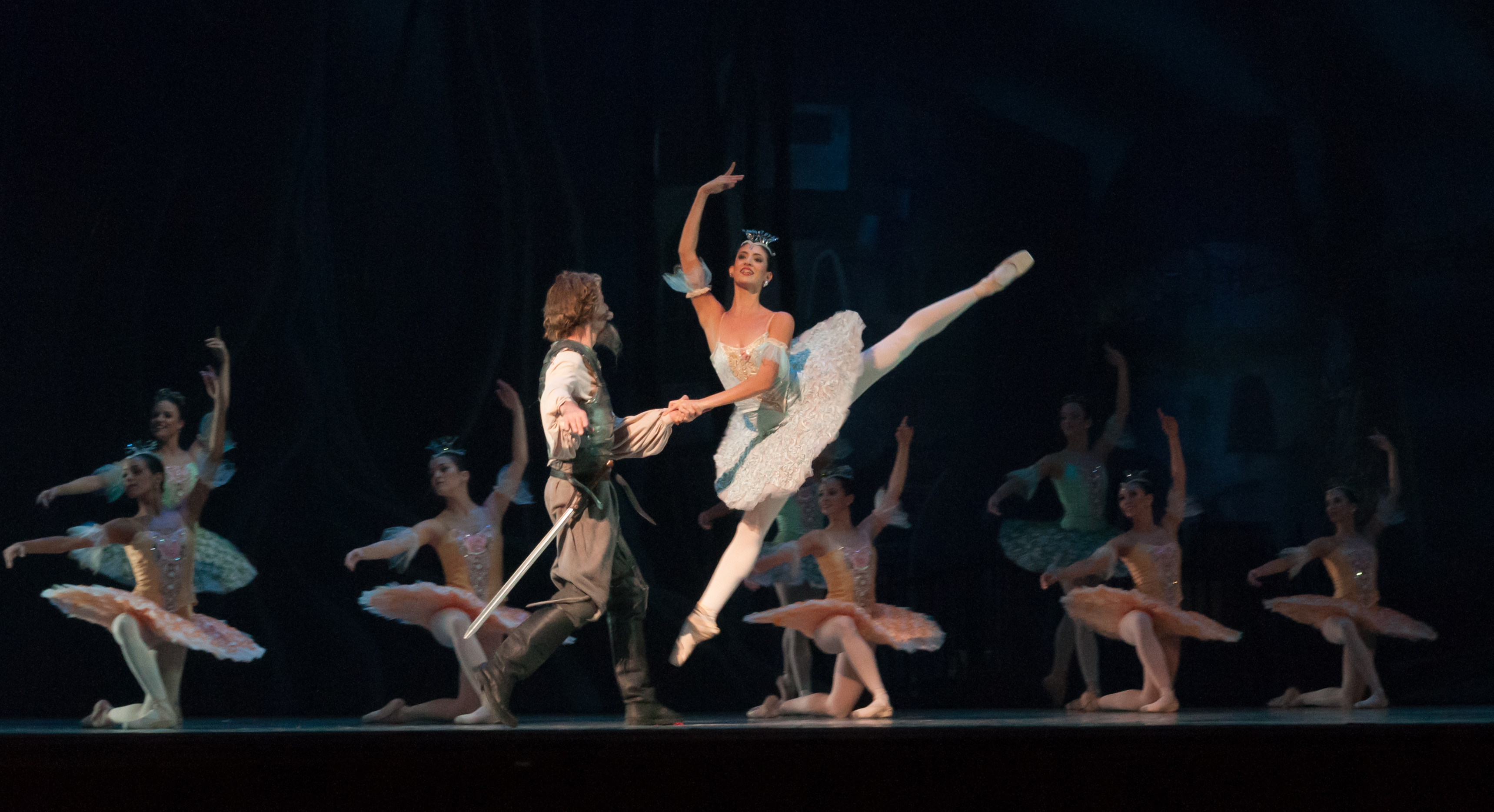
ドン・キホーテの夢

気絶したドン・キホーテは夢の中で、ドゥルシネア姫が、キューピッドや森の女王（ドライアドの女王）と踊っているさまを目にする。ドン・キホーテが目覚めると、サンチョは通りががりの公爵一行に助けを求め、2人は公爵の館へ向かう。

#### 第3幕
公爵の館では、キトリとバジルの結婚式が行われている。式を見届けたドン・キホーテとサンチョは、次なる冒険へと旅立つ。

### 演出による展開の違い
バレエ『ドン・キホーテ』の様々な演出は、第2幕の場面構成によって、概ね2つのパターンに分けられる。上述したあらすじは、居酒屋での狂言自殺の後に「ジプシーの野営地」及び「ドン・キホーテの夢」の場面が続くという構成であるが、もう1つのパターンでは、「野営地」と「夢」の後に「居酒屋」の場面が来るという構成をとる。
後者の演出では、街の広場を逃げ出したキトリとバジルがジプシーの野営地に辿り着き、そこにドン・キホーテたちが合流する、という展開となる。ヌレエフ版、バリシニコフ版などがこの演出を採用している。

## 作品の特徴
本作の特徴は、全体にあふれるスペイン情緒である。バルセロナの広場や居酒屋といった場面設定のほか、舞踊の面でも、ホタ、セギディーリャ、ファンダンゴ、ボレロなどの民族舞踊・音楽が数多く盛り込まれている。振付家のプティパは、若い頃にスペインのマドリードの劇場で踊っていたことがあり、その時期に現地の民族舞踊を直接習得していた。本作には、そのようなプティパの経験が反映されている。また、全体に陽気な場面が続く中、「ドン・キホーテの夢」は優雅で幻想的な雰囲気のシーンとなっており、そのような場面ごとのコントラストも見どころとされている。

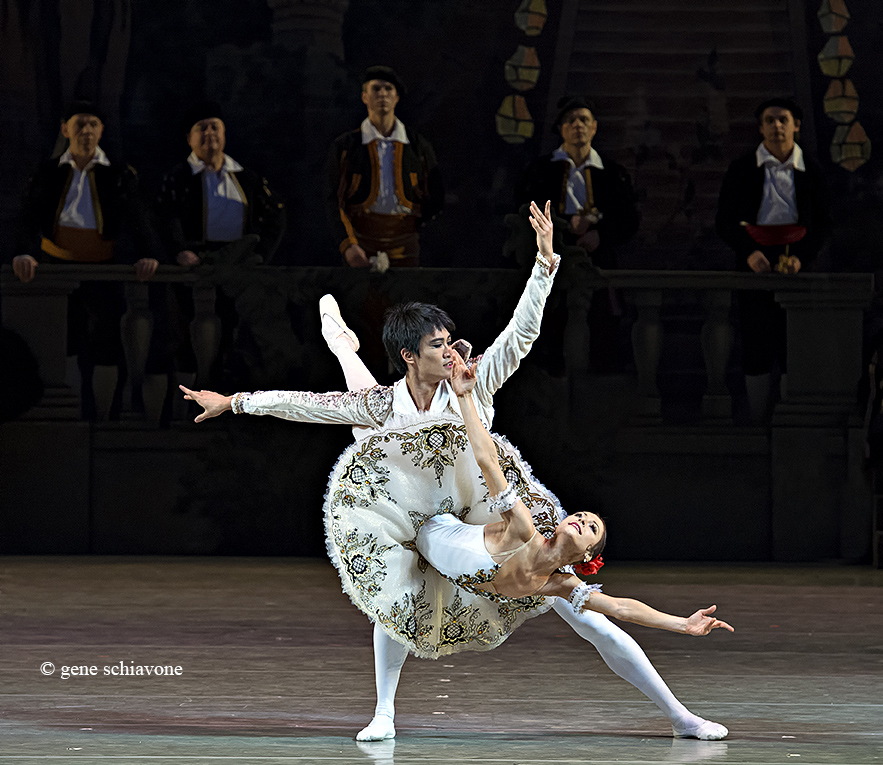
キトリとバジルのグラン・パ・ド・ドゥ

本作は、ダンサーの高度なテクニックを見ることができる作品としても知られている。特に、第3幕の結婚式の場面で踊られるグラン・パ・ド・ドゥは、リフトやバランス、回転、跳躍などの超絶技巧が連続するもので、「あらゆるパ・ド・ドゥの中でも、もっとも華やかで見栄えがよく、祝祭的な雰囲気にあふれている」とも評されており、バレエ作品の一部を抜粋して上演するガラコンサートでも頻繁に踊られている。

## 主な映像作品
『ドン・キホーテ』全幕を収録した主な映像（DVD・Blu-ray）には、以下のものがある。
| 収録年 | バレエ団                     | 演出                         | 主演                                                | 販売元                         |
| ------ | ---------------------------- | ---------------------------- | --------------------------------------------------- | ------------------------------ |
| 1983年 | アメリカン・バレエ・シアター | ミハイル・バリシニコフ       | シンシア・ハーヴェイ ミハイル・バリシニコフ         | ワーナーミュージック・ジャパン |
| 2002年 | 東京バレエ団                 | ウラジーミル・ワシーリエフ   | 斎藤友佳理 高岸直樹                                 | 新書館                         |
| 2004年 | Kバレエカンパニー            | 熊川哲也                     | 荒井祐子 熊川哲也                                   | ポニーキャニオン               |
| 2007年 | キューバ国立バレエ           | アリシア・アロンソ           | ヴィングセイ・ヴァルデス ロメル・フロメタ           | ナクソス・ジャパン             |
| 2009年 | 新国立劇場バレエ団           | アレクセイ・ファジェーチェフ | スヴェトラーナ・ザハーロワ アンドレイ・ウヴァーロフ | 世界文化社                     |
| 2013年 | 英国ロイヤル・バレエ         | カルロス・アコスタ           | マリアネラ・ヌニェス カルロス・アコスタ             | ナクソス・ジャパン             |
| 2016年 | ミラノ・スカラ座バレエ       | ルドルフ・ヌレエフ           | ナタリヤ・オシポワ レオニード・サラファーノフ       | 新書館                         |
| 2016年 | ウィーン国立バレエ団         | ルドルフ・ヌレエフ           | マリア・ヤコヴレワ デニス・チェリェヴィチコ         | キングインターナショナル       |
| 2019年 | 英国ロイヤル・バレエ         | カルロス・アコスタ           | 高田茜 アレクサンダー・キャンベル                   | 新書館                         |